# Святой Публий
Святой Публий — раннехристианский мученик. Согласно церковному преданию, первый епископ Мальты. Упомянут в книге Деяний апостолов.

## Деяния апостолов
Согласно книге апостольских деяний Публий был «начальником» (губернатором) острова Мелит, который исследователи идентифицируют с Мальтой. На этот остров после бури был выброшен корабль, на котором апостол Павел плыл в Рим, чтобы предстать перед судом императора.
Около того места были поместья начальника острова, именем Публия; он принял нас и три дня дружелюбно угощал. Отец Публия лежал, страдая горячкою и болью в животе; Павел вошёл к нему, помолился и, возложив на него руки свои, исцелил его. После сего события и прочие на острове, имевшие болезни, приходили и были исцеляемы, и оказывали нам много почести и при отъезде снабдили нужным. Деян. 28:7-10

## Предание
Согласно церковному преданию после описанных в Деяниях событий Публий обратился в христианство и стал первым епископом Мальты. Церковью на Мальте он управлял около 30 лет, около 90 года стал афинским епископом и около 125 года принял мученическую смерть в гонения на христиан императора Адриана.

## Почитание
Святой Публий почитается в Римско-католической церкви. День памяти — 21 января. Святой Публий считается покровителем Мальты.